# Mistrovství Evropy juniorů v ledním hokeji 1967
Mistrovství Evropy juniorů v ledním hokeji 1967 byl turnaj reprezentačních mužstev do 19 let. Nejednalo se o oficiální ročník této soutěže (ten se poprvé hrál až následující rok). Turnaj hostilo od 15. do 24. března 1967 sovětské město Jaroslavl.

## Výsledky

### Základní skupiny
| Poř. | Tým      | URS  | SWE  | POL  | HUN  | Z | V | R | P | Skóre | B |
| 1.   | SSSR     | —    | 4:1  | 13:0 | 19:0 | 3 | 3 | 0 | 0 | 36:1  | 6 |
| 2.   | Švédsko  | 1:4  | —    | 11:0 | 17:2 | 3 | 2 | 0 | 1 | 29:6  | 4 |
| 3.   | Polsko   | 0:13 | 0:11 | —    | 9:1  | 3 | 1 | 0 | 2 | 9:25  | 2 |
| 4.   | Maďarsko | 0:19 | 2:17 | 1:9  | —    | 3 | 0 | 0 | 3 | 3:45  | 0 |

| Poř. | Tým      | FIN  | TCH  | NDR  | ROM} | Z | V | R | P | Skóre | B |
| 1.   | Finsko   | —    | 6:4  | 10:1 | 14:1 | 3 | 3 | 0 | 0 | 30:6  | 6 |
| 2.   | ČSSR     | 4:6  | —    | 5:2  | 10:1 | 3 | 2 | 0 | 1 | 19:9  | 4 |
| 3.   | NDR      | 1:10 | 2:5  | —    | 4:2  | 3 | 1 | 0 | 2 | 7:17  | 2 |
| 4.   | Rumunsko | 1:14 | 1:10 | 2:4  | —    | 3 | 0 | 0 | 3 | 4:28  | 0 |

### Skupiny o konečné umístění
Vzájemné výsledky ze základních skupin se započetly celkům i do skupin o konečné umístění.
| Poř. | Tým     | URS   | FIN   | SWE   | TCH   | Z | V | R | P | Skóre | B |
| 1.   | SSSR    | —     | 2:0   | (4:1) | 4:6   | 3 | 2 | 0 | 1 | 10:8  | 4 |
| 2.   | Finsko  | 0:2   | —     | 6:6   | (6:4) | 3 | 1 | 1 | 1 | 12:12 | 3 |
| 3.   | Švédsko | (1:4) | 6:6   | —     | 4:2   | 3 | 1 | 1 | 1 | 11:12 | 3 |
| 4.   | ČSSR    | 6:4   | (4:6) | 2:4   | —     | 3 | 1 | 0 | 2 | 12:14 | 2 |

| Poř. | Tým      | NDR   | POL   | ROM   | HUN   | Z | V | R | P | Skóre | B |
| 5.   | NDR      | —     | 5:3   | (4:2) | 16:1  | 3 | 3 | 0 | 0 | 25:6  | 6 |
| 6.   | Polsko   | 3:5   | —     | 3:2   | (9:1) | 3 | 2 | 0 | 1 | 15:8  | 4 |
| 7.   | Rumunsko | (2:4) | 2:3   | —     | 6:3   | 3 | 1 | 0 | 2 | 10:10 | 2 |
| 8.   | Maďarsko | 1:16  | (1:9) | 3:6   | —     | 3 | 0 | 0 | 3 | 5:31  | 0 |

## Vítězný tým SSSR
Brankáři: Vladimir Šapovalov, Vladimir Polupanov

Obránci: Jurij Tjurin, Igor Lapin, Vladimir Orlov, Vladimir Lutčenko, Alexandr Pepeljajev

Útočníci: Alexej Gutov, Georgij Uglov, Jurij Samochvalov, Anatolij Karpov, Viktor Liksjutkin, Alexandr Syrcov, Leonid Poljakov, Boris Nozdrin, Jurij Blinov, Vladimir Burmakov, Vladimir Šadrin, Alexandr Klinšov, Valerij Fjodorov, Sergej Soloduchin, Jevgenij Kucharž.

## Turnajová ocenění
|                   | Brankář      | Obránce       | Obránce       | Útočníci        | Útočníci        | Útočníci        |
| ----------------- | ------------ | ------------- | ------------- | --------------- | --------------- | --------------- |
| Ceny direktoriátu | Marcel Sakáč | Tommy Bergman | Tommy Bergman | Vladimir Šadrin | Vladimir Šadrin | Vladimir Šadrin |